# Ozero Djagili
Ozero Djagili (ryska: Озеро Дягили) är en sjö i Belarus.   Den ligger i voblasten Minsks voblast, i den norra delen av landet, 120 km norr om huvudstaden Minsk. Ozero Djagili ligger 180 meter över havet. Arean är 1,2 kvadratkilometer. Den sträcker sig 1,3 kilometer i nord-sydlig riktning, och 1,2 kilometer i öst-västlig riktning.
Omgivningarna runt Ozero Djagili är en mosaik av jordbruksmark och naturlig växtlighet. Runt Ozero Djagili är det glesbefolkat, med 19 invånare per kvadratkilometer.